# Kepler-443b
Kepler-443b es un exoplaneta situado a unos 2540,8 años luz de la Tierra. Fue descubierto en 2015 por el Telescopio Espacial Kepler, tras registrar varios tránsitos frente a su estrella. Por sus características, Kepler-443b probablemente es un «mesoplaneta» de tipo minineptuno.

## Características
Kepler-443 es una enana naranja tipo K, con una masa de 0,74 M☉ y un radio de 0,70 R☉. Su metalicidad parece ser prácticamente idéntica a la del Sol, lo que indicaría una presencia abundante de elementos pesados (es decir, todos salvo el hidrógeno y el helio). El límite de anclaje por marea del sistema se ubica en el confín interno de la zona de habitabilidad (a 0,4154 UA), demasiado próximo a la estrella como para influir significativamente en la rotación de Kepler-443b.
El planeta cuenta con una masa de 19,53 M⊕ y un radio de 2,33 R⊕, ambos muy superiores al límite aproximado que separa los planetas terrestres como la Tierra y Venus de los gigantes gaseosos. Por tanto, es probable que se trate de un minineptuno.
La temperatura media superficial estimada para Kepler-443b es de 22,35 °C (mesoplaneta), asumiendo una atmósfera y albedo similares a los de la Tierra; entrando así en la categoría de «mesoplanetas» según la clasificación térmica de habitabilidad planetaria del PHL. Sin embargo, la excentricidad del planeta (0,11) provoca variaciones en sus temperaturas en función de la época del año (que dura 177,67 días). Durante el periastro, Kepler-443b se encuentra a 0,441 UA de su estrella, mientras que en el apoastro se aleja a 0,549 UA; suponiendo cambios de hasta 30 °C en su temperatura de equilibrio.

## Habitabilidad
Su Índice de Similitud con la Tierra, del 71 %, incluye a Kepler-443b en el catálogo de exoplanetas potencialmente habitables, a pesar de que sus características indican que es un cuerpo gaseoso, con pocas probabilidades de existencia de vida tal y como la conocemos. Es posible que cuente con satélites de considerable tamaño, que sí podrían ser aptos para la vida.